# Качеван, Валентин Афанасьевич
Валенти́н Афана́сьевич Качева́н (род. 31 мая 1950, Кулебаки, Горьковская область) — мэр города Мурома (2001—2011); Председатель Совета старейших городов России.

## Биография
Родился 31 мая 1950 года в городе Кулебаки Горьковской области.
Окончил Муромский филиал Всесоюзного заочного машиностроительного института (по специальности инженер-механик) и Академию государственной службы при Президенте РФ. Служил в рядах Советской армии.
После возвращения в Муром работал токарем завода им. Орджоникидзе, лаборантом, слесарем, инженером-конструктором, старшим мастером; начальником цеха, начальником отдела, заместитель генерального директора завода АООТ «Муроммашзавод» Госкомоборонпрома.

## Политическая карьера
В годы работы на заводе им. Орджоникидзе являлся заместителем секретаря парткома, секретарем парткома Муромского ГК КПСС.
С 1996 года избирался заместителем главы администрации города Мурома по промышленности и экономике, а также первым заместителем главы администрации г. Муром по промышленности и экономике; исполняющим обязанности главы г. Муром.
С 2001 по 2011 годы являлся мэром города Мурома (позднее — главой администрации округа Муром). В 2011 году вышел из партии «Единая Россия».
В декабре 2011 года предпринял попытку участия в довыборах в Законодательное собрание Владимирской области (от партии «Справедливая Россия»).

## Награды
- Благодарность Министра культуры Российской Федерации (9 марта 2004 года) — за большой личный вклад в сохранение и развитие культуры Владимирской области[4].